# Massacre de Linguékoro
 (février 2024).
Le massacre de Linguékoro survient le 28 janvier 2023 lorsque des militants présumés du groupe de soutien à l'islam et aux musulmans (GSIM) arrêtent deux bus en direction de Banfora à Mangodara, près du village de Linguékoro, dans la province de la Comoé, au Burkina Faso, et tuent quinze passagers.

## Contexte
Des groupes militants djihadistes tels que le groupe de soutien à l'islam et aux musulmans conquièrent de vastes étendues de territoire dans le sud du Burkina Faso depuis 2017. Lors d'attaques contre des civils au Sahel, les militants du GSIM arrêtent souvent les bus et profilent les passagers, en tuant certains ou tous. Des massacres de bus ont lieu à Silgadji (en), au Burkina Faso, en septembre 2022 et à Bandiagara (en), au Mali, en octobre 2022. Le même jour de l'attaque de Linguekoro, un bus est arrêté par le GSIM entre Tenkodogo et Ouargaye, près du village de Lalgaye, tuant au moins vingt passagers.

## Massacre
Alors qu'ils traversent le village de Linguékoro en provenance de Banfora, deux minibus "Dina" sont arrêtés par des hommes armés. Les passagers des bus, qui comprennent huit hommes et seize femmes, sont évacués par les hommes armés. Ils emmènent ensuite un groupe de passagers avec eux et demandent à huit femmes et un homme de marcher jusqu'à Mangodara. Les deux bus sont ensuite incendiés et les passagers restants emmenés. Les autorités burkinabè retrouvent leurs corps le 30 janvier, criblés de balles.
L'International Crisis Group soupçonne les djihadistes d'être le groupe de soutien à l'islam et aux musulmans, en raison de la présence du groupe dans le sud du Burkina Faso.

## Conséquences
Le gouverneur de la région des Cascades, Jean-Charles dit Yenapono Some, publie un communiqué concernant les détails du massacre et les corps le 31 janvier. Il exhorte la population de la région à exprimer son soutien aux Volontaires pour la défense de la patrie, un auxiliaire pro-gouvernemental.